# 林烈堂
林烈堂（1876年9月7日—1947年6月20日），名朝璣，字烈堂，號少儀。為霧峰林家頂厝領導人物，林文鳳（儀卿）長男、林獻堂之堂兄。烈堂個性爽朗豪邁，熱心公益，尤其慈善、教育，曾任臺中廳參事、州市協議會員，亦曾參與包括製麻、樟腦，以及華南銀行、工商銀行（第一銀行）等家企業的經營:198。

## 生平

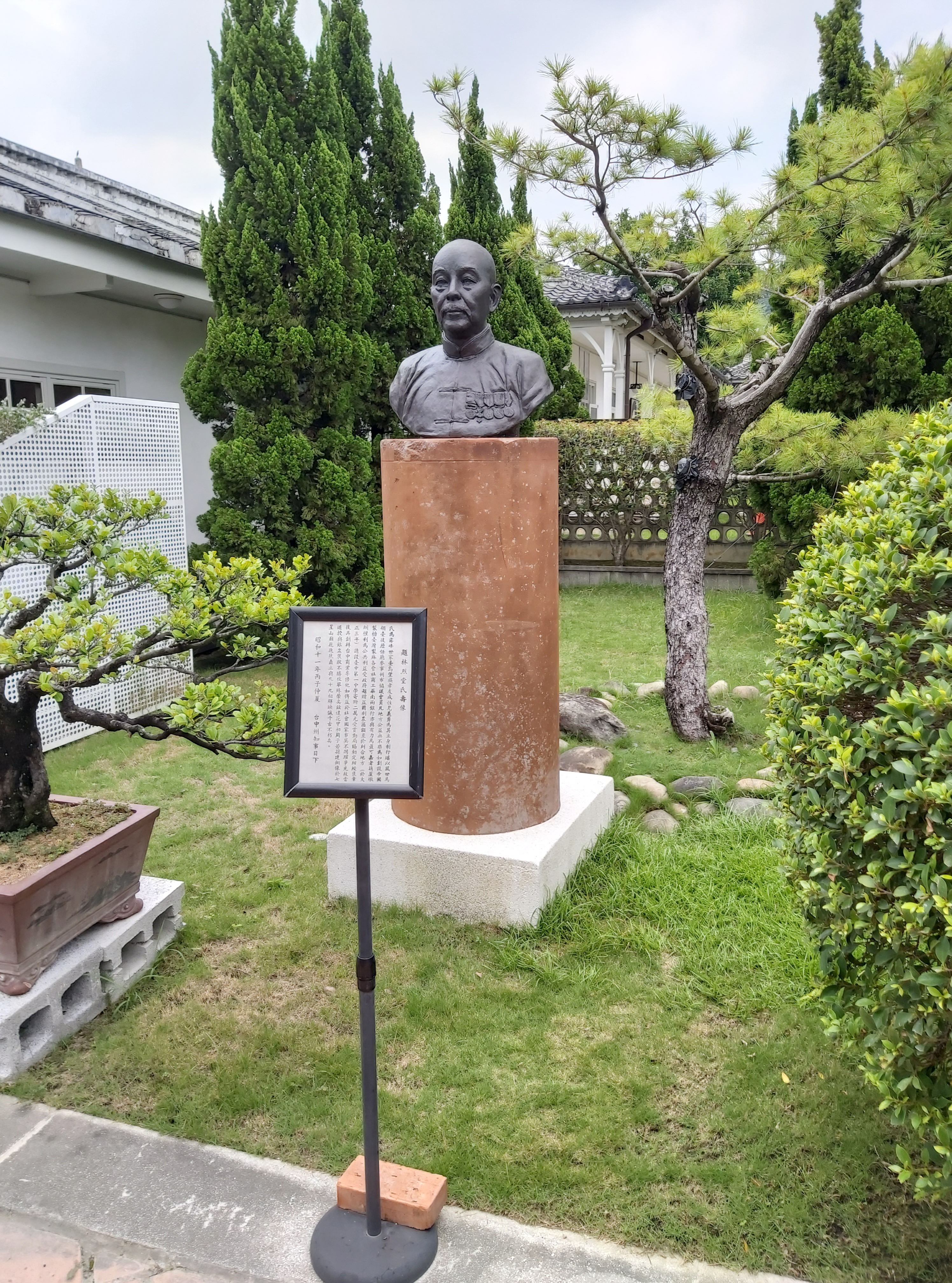
霧峰林宅頤圃中的林烈堂壽像

1914年9月，與堂弟林獻堂商議辦校，於是向時任台灣總督的佐久間左馬太提出申請，11月，總督府以「自籌經費與校地」為條件，准許設校。林烈堂便捐出台中市新高町百十八番地土地15,000坪，並召集辜顯榮、吳德功、蔡蓮舫、林熊徵等中北部門閥士紳17人，在數月間募得248,820元經費，創立「公立臺中中學校」（今國立臺中第一高級中學），並在五位創立委員中擔任委員長。
1936年4月27日，又與張煥珪、林耀亭、林澄坡、郭頂順等人，邀集日人創辦「臺中州私立臺中商業專修學校」，即今臺中市私立新民高級中學。並於1936年4月至1941年3月、1945年11月至1947年9月間，分別擔任該校首理事長、董事長。